# Torrecillas de la Tiesa
Torrecillas de la Tiesa és un municipi de la província de Càceres, a la comunitat autònoma d'Extremadura (Espanya).

## Demografia
| Variació demogràfica del municipi entre 1991 i 2006 | Variació demogràfica del municipi entre 1991 i 2006 | Variació demogràfica del municipi entre 1991 i 2006 | Variació demogràfica del municipi entre 1991 i 2006 | Variació demogràfica del municipi entre 1991 i 2006 | Variació demogràfica del municipi entre 1991 i 2006 |
| --------------------------------------------------- | --------------------------------------------------- | --------------------------------------------------- | --------------------------------------------------- | --------------------------------------------------- | --------------------------------------------------- |
| 2006                                                | 2005                                                | 2004                                                | 2001                                                | 1996                                                | 1991                                                |
| 1.172                                               | 1.163                                               | 1.156                                               | 1.190                                               | 1.278                                               | 1.303                                               |